# Кокс, Райан
Райан Кокс (англ. Ryan Cox, род. 9 апреля 1979 в Йоханнесбурге, ЮАР — ум. 1 августа 2007 в Йоханнесбурге, ЮАР) — бывший южноафриканский профессиональный шоссейный велогонщик. Двукратный чемпион ЮАР в групповой гонке. Участник летних Олимпийских игр 2004 года.
В начале июля 2007 года перенёс операцию на сосудах во Франции, 1 августа был доставлен в госпиталь в Йоханнесубге, где скончался от кровоизлияния в результате разрыва артерии на левой ноге.

## Достижения
2002
Чемпионат ЮАР
2-й  Индивидуальная гонка
2-й  Групповая гонка
2003
1-й Этап 1 Круг Лотарингии
2004
Чемпионат ЮАР
1-й  Групповая гонка
1-й  Тур озера Цинхай
1-й Этап 1
1-й Этап 4 (ИГ) Джиро дель Капо
2-й Тур Лангкави
2005
Чемпионат ЮАР
1-й  Групповая гонка
1-й  Тур Лангкави
1-й Этап 8
1-й Этап 6 Тур озера Цинхай
2-й UCI Africa Tour
2-й UCI Asia Tour